# Пол Ґрін (драматург)
Пол Еліот Ґрін (англ. Paul Eliot Green, 17 березня 1894, Ліллінгтон, Північна Кароліна — 4 травня 1981, Чапел-Гілл, Північна Кароліна) — американський драматург, найбільшу знаменитість отримав завдяки опису життя в Північній Кароліні протягом перших десятиліть двадцятого століття. Він отримав Пулітцерівську премію за найкращу драму за твір «В лоні Авраамовому» (1927).

## Біографія
Пол Грін народився 17 березня 1894 році, Грін навчався в Університеті штату Північної Кароліни в Чапел-Гіллі. В 1911 році він почав писати свої п'єси для театральної трупи Carolina Playmakers, звертаючись в своїх темах до південного фольклору. Під час Великої Депресії, його роботи придбали відтінок соціального протесту і включили в себе таку п'єсу як «Гімн висхідного сонця» (1936) про каторжників в кайданах. У 1941 році він співпрацював з письменником Річардом Райтом, щоб посилити драматизм книги Райта «Сини Батьківщини». Виявляючи інтерес до взаємозв'язку слів і музики, Грін написав серію симфонічних драм, включаючи «Історія Стівена Фостера» (1959) і «Самотня зірка» (1977). Він помер в Чапел-Гіллі 4 квітня 1981 році.

## Кіносценарії
- 1964: Чорний, як я / Black Like Me
- 1962: Ярмарок штату / State Fair
- 1945: Пригода / Adventure
- 1945: Ярмарок штату / State Fair
- 1934: Ми знову живемо / We Live Again
- 1934: Кароліна / Carolina
- 1933: Доктор Булл / Doctor Bull
- 1933: Вольтер / Voltaire
- 1933: Ярмарок штату / State Fair
- 1932: Хатина у бавовнику / The Cabin in the Cotton